# Thalassoma sanctaehelenae
Thalassoma sanctaehelenae là một loài cá biển thuộc chi Thalassoma trong họ Cá bàng chài. Loài này được mô tả lần đầu tiên vào năm 1839.

## Từ nguyên
Từ định danh của loài cá này, sanctaehelenae, được đặt theo tên của nơi mà mẫu định danh đã được thu thập, đảo Saint Helena.

## Phạm vi phân bố và môi trường sống
T. sanctaehelenae có phạm vi phân bố ở Đông Nam Đại Tây Dương. Loài cá này chỉ được ghi nhận tại đảo Saint Helena.

## Phân loại
Thalassoma newtoni có quan hệ họ hàng gần với T. sanctaehelenae và Thalassoma ascensionis. T. sanctaehelenae trước đây được cho là có mặt tại đảo Ascension, nhưng thực tế, quần thể tại hòn đảo này đã được xác định là loài T. ascensionis.

### Trích dẫn
- G. Bernardi và đồng nghiệp (2004). "Evolution of coral reef fish Thalassoma spp. (Labridae). 1. Molecular phylogeny and biogeography" (PDF). Marine Biology. Quyển 144. tr. 369–375.
- D. Costagliola và đồng nghiệp (2004). "Evolution of coral reef fish Thalassoma spp. (Labridae). 2. Evolution of the eastern Atlantic species" (PDF). Marine Biology. Quyển 144. tr. 377–383.